# David Ben Ba'ašat
David Ben Ba'ašat (hebrejsky: דוד בן בעש"ט; * 1950) je izraelský generál, který v letech 2004 až 2007 působil v pozici velitele Izraelského vojenského námořnictva.

## Biografie
Narodil se v Izraeli a vystudoval bakalářský obor ekonomie a obchodního managementu na Haifské univerzitě. Počátkem 70. let studoval rok na Škole americké námořní pěchoty. Svou vojenskou kariéru zahájil roku 1970 nástupem na povinnou vojenskou službu, ale poté se dobrovolně přihlásil do důstojnického kurzu u námořnictva. V roce 1976 se stal velitelem raketové lodě Sa'ar 2 a v roce 1979 byl jmenován zástupcem velitele námořní základny v Ašdodu. Téhož roku se stal velitelem raketové lodě Sa'ar 4. Během 80. let se přesunul do pozice námořního instruktora a od té doby postupoval ve velící struktuře námořnictva. V polovině 90. let působil jako atašé izraelské armády v Singapuru. V roce 1999 byl jmenován zástupcem náčelníka štábu izraelského námořnictva a o tři roky později se stal náčelníkem štábu. Nejvyššího vojenského postu v námořnictvu dosáhl 23. září 2004, kdy byl jmenován velitelem námořnictva.
Z této pozice se musel vypořádat s palestinskými pašeráky zbraní, kteří se snažili dostat zbraně z Egypta do Pásma Gazy na lodích. Další událostí jeho působení v čele námořnictva byla druhá libanonská válka, kdy mělo námořnictvo zajišťovat námořní blokádu Libanonu. Na izraelské lodě však zaútočili raketami teroristé z Hizballáhu, poničili loď INS Hanit a pří útoku zahynuli čtyři izraelští námořníci. V důsledku kritiky selhání námořnictva během války nakonec Ben Ba'ašat v červenci 2007 rezignoval.